# Mużyckaja prauda
Mużyckaja prauda (укр. Мужицька правда) — перша білоруськомовна газета на території сучасної Білорусі.
Друкувалася латиницею з застосуванням польського алфавіту. Нелегально видавалася в 1862—1863 роках в Гродненській області (останній номер, очевидно, був надрукований у Вільно) К. Калиновським разом з Феліксом Рожанським, Станиславом Сангіним і Валерієм Врублевським.
Мала невеликий формат у вигляді листків і значний тираж. Вийшли 7 номерів: № 1-6 (липень-грудень 1862), № 7 (червень 1863). Кожен номер підписувався псевдонімом «Ясько — господар з-під Вільно». Збереглися окремі номери-передруки (№ 5, 7), про що свідчать певні відмінності в тексті та інший шрифт. Поширювалася по всій Білорусі, в Польщі, Литві, Латвії, а також у північно-західних регіонах Росії.
Газета відзначалася гострою соціальною пропагандистсько-агітаційною спрямованістю. Статті були побудовані у формі бесіди, своїм змістом нагадували твори тодішньої російської літератури революційно-демократичного напряму. Розглядала переважно питання землі і волі, політичної та соціально-економічної нерівності, національної самостійності. Проводила ідею загальної збройної боротьби за краще життя, стверджувала, що «… ми дізналися, де сила і правда, і будемо знати, як робити треба, щоб дістати землю і свободу. Візьмемося, хлопці, за руки і тримаємося разом!»(№ 1). Послідовно виступала з критикою антинародного царського маніфесту 1861, відзначала, що «ніякої в ньому немає правди, немає з нього для нас ніякої користі» (№ 1). Викриваючи характер селянської реформи 1861, відзначала, що народу потрібні не маніфест, а реальна свобода, і не та, «яку цар захоче дати, але яку ми самі, мужики, між собою зробимо» (№ 3). Відстоювала право білоруського народу самостійно вирішувати свою долю, здобувати освіту, видавати підручники рідною мовою. Зачіпала питання існування різних конфесій, більш прихильно ставилася до уніатства, з засудженням — до православ'я, яке виражало інтереси царської влади (№ 6). Висловлювала негативне ставлення до тодішньої системи рекрутських повинностей терміном в 25 років. Окремі питання (походження кріпосного права, існування конфесій) трактувалися в газеті спрощено, однобічно.
Мова «Мужицкої правди» є народною, емоційно-образною, насиченою фольклорною символікою, літературними тропами (епітетами, метафорами, порівняннями), збагачена новими лексемами і поняттями; в ній з'явилися витоки публіцистичного жанру, що починав розвиватися в новій білоруській літературі.

## Публікації
- Беларуская літаратура XIX ст.: Хрэстаматыя. 2 выд. Мн., 1988; (біл.)
- Жыві ў свабодзе: Кн. пра Каліноўскага. Мн., 1996; (біл.)
- Каліноўскі К. За нашую вольнасць Тв., дак. Мн., 1999. (біл.)